# Société de sauvetage canadienne
La fondation de la Société de sauvetage canadienne remonte au XIXe siècle. En effet, Arthur Lewis Cochrane, membre du Swimmers’ Life Saving Society (nom de la société en Grande-Bretagne), apporte avec lui les connaissances et les compétences reliées au sauvetage lorsqu'il quitte sa terre natale pour venir s'installer au Canada. Enseignant les cours de sauvetages au Upper Canada College à Toronto, en Ontario, il forme ainsi 18 candidats qui reçoivent leur médaille de bronze, lors de l'été 1896. En 1904, à la suite d'un décret du roi Édouard VII, la société se voit attribuer le titre de Royal Life Saving Society (Société royale de sauvetage Canada).

## Mission
Prévenir tout accident pouvant être lié à la noyade ou à des incidents associés à l'eau. Les moyens entrepris étant : 
- de promouvoir des programmes visant les domaines du sauvetage, de la surveillance aquatique, du leadership ;
- d'effectuer une sensibilisation du public.

## Vision
La Société de sauvetage a été mise sur pied à l'origine afin d'aider les canadiens à acquérir des connaissances et des habiletés pour assurer une sécurité aquatique. La Société de sauvetage assure et veille au bon fonctionnement des domaines de la formation en sauvetage et en sécurité aquatique. Elle met ainsi sur pied divers programmes de formation et de sensibilisation.
Pour mettre à exécution sa vision, la Société de sauvetage :
- effectue des recherches et collabore avec divers organismes œuvrant à l'évolution du domaine de la sécurité ;
- assure que toutes les régions du Canada soit représentées avec une division solide ;
- veille au bien être de ses divisions au sein du Canada et maintient un appui continuel.

## Valeurs
La Société de sauvetage prône le respect et l'application de ses valeurs. Tous les membres de la société, du surveillant sauveteur au président de la société, suivent ses valeurs et les mettent chaque jour en avant.
- Principes humanitaires
- Ressource humaine
- Dynamique et actif
- Intégrité, respect et confiance
- Innovation et créativité

## Formations
La Société a monté sur pied une formation graduelle. Par conséquent, afin d'acquérir le titre de Surveillant Sauveteur, le candidat aura à suivre une série de formations dans lequel il acquerra les connaissances, les compétences et les habiletés requises afin d'effectuer une prévention et une intervention adéquate en milieu aquatique.
Formations falcultatives
- Jeune sauveteur
- Étoile de bronze

Formations obligatoires
- Médaille de bronze (25h)
- Croix de bronze (30h)
- Premier soins - Général (16h)
- Sauveteur national - Piscine (40h)
- Sauveteur national - Plage continentale (20h)
- Sauveteur national - Plage océanique (20h)
- Sauveteur national - Parc aquatique (20h)

Formations de moniteur
- Moniteur en sauvetage - Permet d'enseigner les cours niveaux bronze (28h ou 34h)
- Moniteur soins d'urgence - Permet d'enseigner les cours Premiers soins - Général (20h ou 32h)
- Moniteur sauveteur national - Permet d'enseigner les cours Sauveteur national

Autres certificats
- Distinction (20h ou 25 h)

## Conditions d'embauche
Les critères d'embauche à titre de surveillant-sauveteur ou d'assistant-surveillant-sauveteur diffère légèrement d'une province à l'autre, tout dépendant de la législation en vigueur.
Au Québec :
Pour être assistant-surveillant-sauveteur vous devez avoir minimum 15 ans et avoir la formation Médaille de bronze pour travailler sur une piscine. Dans le cas d'une plage, la loi sur la sécurité dans les bains publics (B1.1R11) prévoit que le cours de croix de bronze ainsi que 16 ans sont nécessaires pour assister un SN dûment formé.
Pour être surveillant sauveteur vous devez être âgé de 17 ans et avoir une formation minimale de sauveteur national, avec l'option concernée.
La différence entre un assistant surveillant sauveteur et un surveillant sauveteur c'est que l'assistant surveillant sauveteur n'a pas la qualification ou l'âge requis pour surveiller un plan d'eau seul.